# Dobarce
Dobarce (makedonska: Добарце) är en ort i Nordmakedonien. Den ligger i kommunen Želino, i den nordvästra delen av landet, 29 kilometer väster om huvudstaden Skopje. Dobarce ligger 580 meter över havet och antalet invånare är 1 306.